# マイケル・ウェイン
マイケル・ウェイン（Michael Wayne、1934年11月23日 - 2003年4月2日）は、アメリカ合衆国の俳優。カリフォルニア州出身。

## 出演作品
- ロスト・プラトーン
- アイランド・チェイサー／孤島の秘宝（レポ）
- ネイビー襲撃！／ソルジャー・コブラ

## 製作
- ブラニガン
- マックQ
- ビッグケーヒル
- 大列車強盗
- 100万ドルの血斗
- チザム
- グリーン・ベレー
- マクリントック